# Марвін Чавес
Марвін Чавес (ісп. Marvin Chávez, нар. 3 листопада 1983 року, Ла-Сейба) — гондураський футболіст, півзахисник американського «Чівас США» та національної збірної Гондурасу.

## Клубна кар'єра
У дорослому футболі дебютував 2005 року виступами за команду клубу «Депортіво Вікторія», в якій провів три сезони, взявши участь у 26 матчах чемпіонату. 
Протягом 2008—2009 років захищав кольори команди клубу «Марафон».
Своєю грою за останню команду привернув увагу представників тренерського штабу американського клубу «Даллас», до складу якого приєднався 2009 року. Відіграв за команду з Далласа наступні два сезони своєї ігрової кар'єри. Більшість часу, проведеного у складі «Далласа», був основним гравцем команди.
Протягом 2012—2014 років захищав кольори команд клубів «Сан-Хосе Ерсквейкс» та «Колорадо Рапідз».
До складу клубу «Чівас США» з Лос-Анджелеса приєднався 2014 року. 

## Виступи за збірну
2006 року дебютував в офіційних матчах у складі національної збірної Гондурасу. Наразі провів у формі головної команди країни 39 матчів, забивши 4 голи.
У складі збірної був учасником розіграшу Золотого кубка КОНКАКАФ 2009 року та розіграшу Золотого кубка КОНКАКАФ 2013 року.
Включений до складу збірної для участі у фінальній частині чемпіонату світу 2014 року у Бразилії.

## Титули і досягнення
- Переможець Центральноамериканського кубка: 2011